# Dendropanax cuneifolius
Dendropanax cuneifolius är en araliaväxtart som först beskrevs av Charles Wright och August Heinrich Rudolf Grisebach, och fick sitt nu gällande namn av Berthold Carl Seemann. Dendropanax cuneifolius ingår i släktet Dendropanax och familjen Araliaceae. Inga underarter finns listade.